# Gottfried Hemetsberger
Gottfried Hemetsberger (* 8. Februar 1952 in Feldkirch) ist ein österreichischer Pianist und Musikpädagoge.

## Leben und Wirken
Hemetsberger absolvierte Studien an der Musikhochschule und Universität Wien, unter anderem im Konzertfach Klavier bei Walter Panhofer. Abschließende Studien bekam er bei Jörg Demus, V. Margulis, St. Neuhaus. Seit 1980 unterrichtet er an der Anton Bruckner Privatuniversität für Musik (ehemals Brucknerkonservatorium) in Linz, Oberösterreich. 2004 erfolgte seine Habilitierung zum Professor für Klavier. 2005 erschien bei F. Noetzel das Kompendium „Grundlagen des Künstlerischen Klavierspiels“. Hemetsberger leitete 20 Jahre die Abteilung Tasteninstrumente in Linz und konzertierte in Europa sowie den USA, Afrika und Asien. Seine besondere Vorliebe gilt der Wiener Klassik sowie der deutschen Romantik. Diesen Stilbereichen sind auch CDs gewidmet.

## Diskografie (Auswahl)
- Edvard Grieg - Lyrische Stücke (Auswahl). Classic Concert Records
- Franz Schubert – Klavierwerke. (u. a. Wanderer Fantasie, Ständchen), SoundStar-Ton
- Johann Sebastian Bach – Choralvorspiele in Bearbeitung von Busoni, Reger u.a. SoundStar-Ton
- Virtuose Klaviermusik. Werke von Brahms, Chopin, Liszt u.a. Weinberg Records; Symicon
- Virtuose Klaviermusik. Lyrische Raritäten. (u. a. Schumann, Bruckner, Wagner, Tschaikowsk, Berg, Reger, Schmidt, Rachmaninoff, Fauré), SoundStar-Ton; ORF
- Gottfried Hemetsberger – Klavierwerke. (u. a. Bach, Beethoven, Bruckner, Liszt), Weinberg Records
- Schubert: Klaviersonaten G-Dur - D894, a-Moll - D784. ORF LP

## Veröffentlichungen
- Grundlagen des künstlerischen Klavierspiels. Kompendium für Lehrende und Lernende. Noetzel, Wilhelmshaven 2006. (Musikpädagogische Bibliothek, Bd. 49), ISBN 978-3-7959-0875-1 und ISBN 3-7959-0875-2